# Ar-Rayyan (Gemeinde)
ar-Rayyan (arabisch الريان, DMG ar-Raiyān) ist eine von acht Gemeinden Katars. Die Hauptsiedlung ist die gleichnamige Stadt ar-Rayyan, die den gesamten östlichen Teil einnimmt, die Metropole Doha weitgehend umgibt und als Vorort fungiert. Die weitläufige Fläche größtenteils unbebauter Gebiete im Südwesten fällt ebenfalls unter die Verwaltung der Gemeinde. Die Gemeinde hatte bei der Volkszählung von 2015 insgesamt 605.712 Einwohner.
ar-Rayyan grenzt an fünf Gemeinden: al-Chaur im Norden, Umm Salal im Nordosten, asch-Schahaniyya im Westen, Doha im Osten und al-Wakra im Südosten. Es ist in zwei Hauptabschnitte unterteilt; der Westen besteht aus verstreuten ländlichen Siedlungen, landwirtschaftlichen Flächen und offener Wüste und der Osten aus der Stadt ar-Rayyan, einer Vorstadt, die durch Dohas Wachstum nach Westen entstanden ist.
Derzeit wird das Netz der Metro Doha ausgebaut. Es soll bis 2020 mit ar-Rayyan verbunden sein. Ein weiteres Projekt ist die Education City, die hier errichtet wird. Das Ahmed bin Ali Stadium wurde ausgebaut zu einem Austragungsort von Spielen der Fußball-Weltmeisterschaft 2022.

## Geschichte
Die Gemeinde ar-Rayyan wurde 1972 vom Ministerium für Gemeinde- und Stadtplanung als eigenständige Gemeindeverwaltung gegründet.
2004 wurde die Gemeinde al-Dschumailiya mit der Gemeinde ar-Rayyan fusioniert und die Gemeinde Dscharayan at-Batna wurde zwischen der Gemeinde ar-Rayyan und der Gemeinde al-Wakra aufgeteilt. Das Industriegebiet von Doha, auch als Zone 58 bekannt, wurde von ar-Rayyan abgespalten und in die Gemeinde Doha integriert, wodurch es zu einer Exklave von Doha wurde. 
Im Jahr 2014 wurde das nördliche Gebiet asch-Schahaniyya von der Gemeinde ar-Rayyan getrennt, um eine eigene Gemeinde zu gründen. Durch die Ausgliederung gingen ca. 35 % der Fläche von ar-Rayyan in die neue Gemeinde über.

## Demografie
| März 1986 | März 1997 | März 2004 | April 2010 | April 2015 |
| --------- | --------- | --------- | ---------- | ---------- |
| 74.048    | 134.515   | 194.057   | 393.097    | 605.712    |